# Коулман, Марк
Марк Дэниэль Коулман (англ. Mark Daniel Coleman; род. 20 декабря 1964) — американский профессиональный борец, бывший чемпион первого дивизиона NCAA и бывший член олимпийской сборной США по вольной борьбе, вице-чемпион мира 1991 года в категории до 100 кг. Наиболее известен благодаря своим выступлениям в смешанных единоборствах (ММА): Коулмэн является первым чемпионом UFC в тяжёлом весе, победителем турнира UFC 10 и 11, а также победителем турнира Pride Grand Prix 2000. Также Коулмэн считается пионером стиля «граунд-энд-паунд», который в настоящее время получил широкое распространение в смешанных единоборствах, и носит шутливое прозвище «Крёстный отец ГнП». В марте 2008 года Колман стал пятым человеком, избранным в Зал Славы UFC.

## Ранние годы
Родился во Фремонте, Огайо в 1964 году. Будучи подростком, он увлёкся вольной борьбой и, поступив в Университет Майами в Огайо, дважды становился чемпионом Среднеамериканской Конференции. В последний год учёбы перевёлся в Государственный Университет Огайо (англ. Ohio State University) и стал чемпионом первого (самого престижного) дивизиона NCAA. По окончании университета он получил место в сборной США по вольной борьбе и завоевал серебряную медаль на чемпионате мира 1991 года в Варне (поражение в финале от известного советского борца Лери Хабелова), а также занял 7-е место на летней Олимпиаде 1992 года в Барселоне.

## Смешанные единоборства

### Ultimate Fighting Championship
После любительской карьеры Коулмэн перешёл в тогда ещё новый и малоизвестный спорт — смешанные единоборства, где с ходу выиграл два турнира (UFC 10 и UFC 11), победив таких именитых бойцов, как Дон Фрай и Дэн Северн и став первым в истории чемпионом UFC в тяжёлом весе (до этого весовых категорий в UFC не было).
Первую защиту титула Коулмэн проводил на UFC 14 против кикбоксера Мориса Смита. Несмотря на то, что перед боем Смит считался более слабым соперником, особенно учитывая ту лёгкость, с которой Коулмэн расправился с предыдущими противниками, бой продлился 21 минуту (основное время плюс два овертайма) и в итоге судьи присудили победу Смиту.
Лишившись титула, Коулмэн взял перерыв почти на год (для операции на колене и последовавшего реабилитационного периода). Первым боем после возвращения в октагон, должна была стать встреча с Рэнди Кутюром, но Кутюр травмировался на тренировке, и вместо него на бой вышел малоизвестный Пит Уильямс. Несмотря на то, что Уильямс, как и Смит, считался слабее Коулмэна, он выиграл бой: Марк к удивлению зрителей абсолютно выдохся за десять минут боя и даже отдыхал во время раунда, оперевшись руками на колени. Уильямс воспользовался усталостью соперника и нокаутировал Коулмэна ногой в голову, что стало первым нокаутом в карьере Марка.
После обидного поражения от Уильямса Коулмэн начал тренироваться с бывшим чемпионом UFC Кеном Шемроком и его тренировочным лагерем «Lion’s Den» (рус. Львиное логово), готовясь к бою с опасным бразильским ударником Педру Риззу, встреча с которым должна была состояться на UFC 18. Бой с Риззу являлся частью турнира под названием «Дорога к титулу в тяжёлом весе» (англ. The Road to the Heavyweight Title) и также включал в себя Цуёси Косаку и Баса Руттена. После 15 минут боя двое судей из трёх отдали предпочтение Риззу, вызвав недовольство публики и гнев самого Коулмэна, который считал, что выиграл бой. В недавнем интервью Коулмэн сказал, что до сих пор «не отошёл» от того противоречивого поражения.

### Pride Fighting Championships
C 1999 по 2006 года «Молот» выступал в японским промоушене Pride Fighting Championships, также появившись в нескольких боях профессионального рестлинга под эгидой промоушена HUSTLE.
Первый бой Коулмэна в Японии состоялся на Pride 5 против Нобухико Такады, по совместительству являвшегося владельцем HUSTLE. Несмотря на то, что Коулмэн очевидно был намного более сильным бойцом, он проиграл бой болевым приёмом, в результате чего болельщики поставили под вопрос честность боя. В ответ на эти вопросы Коулмэн сказал: «Это было то, что было. Мне нужно было поддерживать семью. Они пообещали мне ещё один бой после этого, и он был мне необходим. Это было то, что было. На этом я оставлю эту тему».
В дальнейшем карьера Марка была достаточно успешной, однако её венец пришёлся на самое начало: Коулмэн выиграл турнир Pride Grand Prix 2000 в открытой весовой категории, победив таких бойцов как Масааки Сатакэ, Акира Сёдзи, Кадзуюки Фудзита и Игорь Вовчанчин. После этой победы Коулмэн уже не смог подняться на Олимп Pride, так как в организацию пришла новая когорта более молодых и разносторонне подготовленных бойцов. Поражения от Антонио Родриго Ногейры, Фёдора Емельяненко и Мирко Филиповича фактически сместили Коулмэна на второй план. Частично это было связано с тем, что после поражения от Ногейры, Коулмэн взял перерыв почти на два года, во время которого уделял больше внимания семье и строил свой спортзал под названием «Team Hammer House», который быстро заработал отличную репутацию ввиду тренировок там таких бойцов, как Кевин Рэнделман, Уэс Симс, Брэндон Ли Хинкл и Фил Барони. В связи с этими обязательствами Коулмэн теперь выступал примерно раз в год, что, бесспорно, отрицательно сказалось на его успехах.
Один из наиболее запоминающихся моментов карьеры Коулмэна пришёлся на 2005 год. Впрочем, «спортивным достижением» назвать это можно с очень большой натяжкой. В рамках события Pride 31 Марк встречался с бойцом бразильской команды «Chute-Box» — Маурисиу «Сёгуном» Руа. На первой минуте боя Коулмэн совершил проход в ноги, во время которого «Сёгун» неудачно упал и сломал руку в локте. Коулмэн продолжил наносить удары, пока японский рефери не остановил бой, однако Коулмэн отшвырнул его в сторону и начал кричать на Мурилу «Ниндзя» Руа, старшего брата «Сёгуна», который выскочил на ринг, увидев тяжёлую травму брата. Члены команды «Chute Box», включая самого одиозного её бойца, многократного чемпиона Pride в полутяжёлом весе, Вандерлея Сильву, выскочили на ринг, заступаясь за братьев Руа. В мгновение ока ринг был забит толпой бойцов, докторов, менеджеров, работников Pride, судей и охранников, пытавшихся всех разнять. Вандерлей Сильва набросился на Коулмэна, но был сам сбит с ног Филом Барони. Широкую известность получили кадры, на которых изрыгающий проклятия Коулмэн стоит одной ногой на горле у тщетно пытающегося освободиться Сильвы.
За кулисами Коулмэн сказал в интервью, что вся эта сумятица произошла случайно, и он не винит команду «Chute Box» за то, что они выскочили на ринг, так как для него, например, члены «Hammer House» сродни семье. Также он поблагодарил Фила Барони за помощь в ситуации с Сильвой. Позже Коулмэн встретил Сильву, братьев Руа и других членов команды «Chute Box» в коридоре и попытался принести свои извинения, которые были яростно отвергнуты.
После этого столкновения карьера Коулмэна начала клониться к закату в силу его возраста, однако во время трансляции Pride 34 по кабельному телевидению Коулмэн заявил, что не собирается уходить и намерен продолжать драться.

### Возвращение в UFC
На UFC 82, 1 марта 2008 года Коулмэн был торжественно избран в Зал Славы UFC, став пятым человеком в истории, удостоенным этой чести. Во время речи Коулмэн объявил, что не собирается уходить на пенсию и планирует вернуться в октагон для встречи с Броком Леснаром 9 августа. Однако Коулмэн травмировал колено на тренировке и был заменён на Хита Херринга.
Вернулся Марк уже только на UFC 93, причём опять для встречи с «Сёгуном» Руа, а также дебютировав в полутяжёлой весовой категории (до 93 кг). Бой занял почти все отведённое время и оставил смешанные впечатления у болельщиков: «Сёгун» вышел после долгого простоя, в ходе которого перенёс не одну операцию, что негативно сказалось на его физических кондициях, в первую очередь, выносливости. Коулмэн также выглядел не лучшим образом, и в конце третьего раунда рефери остановил бой, объявив Сёгуна победителем. Коулмэн выказал недовольство, так как он стоял на ногах и до конца боя оставалось около 15 секунд.
После победы решением над Стефаном Боннаром Коулмэн вышел против Рэнди Кутюра, что стало первым боем в истории UFC, когда сражались два члена Зала Славы. Кутюр был заметно лучше Коулмэна в стойке и во втором раунде, сумев повалить Марка на землю, провёл удушающий приём. После этого боя Коулмэн, потерпевший 6 поражений в последних 10 поединках, был уволен из UFC.

## Пост-UFC (2010- н.в.)
Коулмэн высказал желание продолжать выступления на ринге и согласился встретиться с другим членом Зала Славы UFC Кеном Шемроком на событии под названием «Impact Fighting Championships» в Австралии. Впрочем, позже Коулмэн был заменён на Педру Риззу. После трёхлетнего молчания ветеран ММА, бывший чемпион UFC в тяжёлом весе и член Зала Славы UFC Марк Коулмэн (16-10) официально объявил о завершении бойцовской карьеры в возрасте 48 лет.

## Титулы и достижения
- Чемпион первого дивизиона NCAA по борьбе 1988
- Чемпион Большой Десятки 1988
- Серебряный призёр международного чемпионата FILA по вольной борьбе (1991)
- Седьмое место в общем зачёте на Олимпийских играх 1992
- Чемпион турнира Pride Grand Prix 2000
- Чемпион турнира UFC 10
- Чемпион турнира UFC 11
- Первый чемпион UFC в тяжёлом весе
- Член Зала Славы UFC

## Личная жизнь
У Марка есть две дочери, которые неоднократно присутствовали на его боях.
В июне 2006 Коулмэн должен был стать одним из тренеров в International Fight League, но не смог собрать команду, и его заменил Кен Шемрок.

## Статистика боёв
| Боёв 26  | Побед 16 | Поражений 10 |
| -------- | -------- | ------------ |
| Нокаутом | 7        | 3            |
| Сдачей   | 5        | 5            |
| Решением | 4        | 2            |

| Результат | Рекорд | Соперник                | Способ                                      | Турнир                                | Дата             | Раунд | Время | Место                   | Примечание                                                              |
| --------- | ------ | ----------------------- | ------------------------------------------- | ------------------------------------- | ---------------- | ----- | ----- | ----------------------- | ----------------------------------------------------------------------- |
| Поражение | 16-10  | Рэнди Кутюр             | Удушающий приём (сзади)                     | UFC 109: Relentless                   | 6 февраля 2010   | 2     | 1:09  | Лас-Вегас (Невада)      | Бой в полутяжёлом весе. Первый в истории бой двух членов Зала славы UFC |
| Победа    | 16-9   | Стефан Боннар           | Единогласное решение                        | UFC 100: Lesnar vs. Mir 2             | 11 июля 2009     | 3     | 5:00  | Лас-Вегас (Невада)      |                                                                         |
| Поражение | 15-9   | Маурисиу Руа            | KO (удары)                                  | UFC 93: Franklin vs. Henderson        | 17 января 2009   | 3     | 4:36  | Дублин                  | Лучший бой вечера.                                                      |
| Поражение | 15-8   | Фёдор Емельяненко       | Болевой приём (рычаг локтя)                 | Pride 32: The Real Deal               | 21 октября 2006  | 2     | 1:15  | Лас-Вегас (Невада)      |                                                                         |
| Победа    | 15-7   | Маурисиу Руа            | TKO (травма руки)                           | Pride 31: Unbreakable                 | 26 февраля 2006  | 1     | 0:49  | Сайтама                 | Дебют в полутяжёлом весе.                                               |
| Победа    | 14-7   | Милко Вурн              | Удушающий приём (сзади)                     | Bushido Rotterdam Rumble              | 9 октября 2005   | 1     | 0:56  | Роттердам               |                                                                         |
| Поражение | 13-7   | Мирко Филипович         | KO (удары)                                  | Pride 29: Fists Of Fire               | 20 февраля 2005  | 1     | 3:40  | Сайтама                 |                                                                         |
| Поражение | 13-6   | Фёдор Емельяненко       | Болевой приём (рычаг локтя)                 | Pride Total Elimination 2004          | 25 апреля 2004   | 1     | 2:11  | Сайтама                 | Вступительный тур Гран-При PRIDE 2004 в тяжёлом весе.                   |
| Победа    | 13-5   | Дон Фрай                | Единогласное решение                        | Pride 26: Bad to the Bone             | 8 июня 2003      | 3     | 5:00  | Иокогама                |                                                                         |
| Поражение | 12-5   | Антонио Родриго Ногейра | Болевой приём (рычаг локтя из треугольника) | Pride 16: Beasts From The East        | 24 сентября 2001 | 1     | 6:10  | Осака                   |                                                                         |
| Победа    | 12-4   | Аллан Гоес              | KO (удары коленями)                         | Pride 13: Collision Course            | 25 марта 2001    | 1     | 1:19  | Сайтама                 |                                                                         |
| Победа    | 11-4   | Игорь Вовчанчин         | TKO (сдача от ударов коленями)              | Pride Grand Prix 2000: Finals         | 1 мая 2000       | 2     | 3:09  | Токио                   | Выиграл гран-при PRIDE 2000 в тяжёлом весе.                             |
| Победа    | 10-4   | Кадзуюки Фудзита        | TKO (остановка угловыми)                    | Pride Grand Prix 2000: Finals         | 1 мая 2000       | 1     | 0:02  | Токио                   | PRIDE 2000 полуфинал гран-при в тяжёлом весе.                           |
| Победа    | 9-4    | Акира Сёдзи             | Единогласное решение                        | Pride Grand Prix 2000: Finals         | 1 мая 2000       | 1     | 15:00 | Токио                   | PRIDE 2000 четвертьфинал гран-при в тяжёлом весе.                       |
| Победа    | 8-4    | Масааки Сатакэ          | Болевой приём (залом шеи)                   | Pride Grand Prix 2000: Opening Round  | 30 января 2000   | 1     | 1:14  | Токио                   | PRIDE 2000 гран-при в тяжёлом весе.                                     |
| Победа    | 7-4    | Рикарду Морайс          | Единогласное решение                        | Pride FC — Pride 8                    | 21 ноября 1999   | 2     | 10:00 | Токио                   |                                                                         |
| Поражение | 6-4    | Нобухико Такада         | Болевой приём (скручивание пятки)           | Pride FC — Pride 5                    | 29 апреля 1999   | 2     | 1:44  | Нагоя                   | По словам Коулмана бой был подставной.                                  |
| Поражение | 6-3    | Педро Риззо             | Раздельное решение                          | UFC 18: Road to the Heavyweight Title | 8 января 1999    | 1     | 15:00 | Новый Орлеан (Луизиана) |                                                                         |
| Поражение | 6-2    | Пит Уильямс             | KO (хай-кик)                                | UFC 17: Redemption                    | 15 мая 1998      | 1     | 12:38 | Мобил (Алабама)         | Бой включён в Зал славы UFC.                                            |
| Поражение | 6-1    | Морис Смит              | Единогласное решение                        | UFC 14: Showdown                      | 27 июля 1997     | 1     | 21:00 | Бирмингем (Алабама)     | Утратил титул чемпиона UFC в тяжёлом весе. Бой года (1997).             |
| Победа    | 6-0    | Дэн Северн              | Болевой приём (залом шеи)                   | UFC 12: Judgment Day                  | 7 февраля 1997   | 1     | 2:57  | Дотан (Алабама)         | Стал первым чемпионом UFC в тяжёлом весе.                               |
| Победа    | 5-0    | Брайан Джонстон         | TKO (сдача от ударов)                       | UFC 11: The Proving Ground            | 20 сентября 1996 | 1     | 2:20  | Огаста (Джорджия)       | Выиграл турнир UFC 11.                                                  |
| Победа    | 4-0    | Джулиан Санчес          | Болевой приём (залом шеи)                   | UFC 11: The Proving Ground            | 20 сентября 1996 | 1     | 0:45  | Огаста (Джорджия)       |                                                                         |
| Победа    | 3-0    | Дон Фрай                | TKO (удары)                                 | UFC 10: The Tournament                | 12 июля 1996     | 1     | 11:34 | Бирмингем (Алабама)     | Выиграл турнир UFC 10.                                                  |
| Победа    | 2-0    | Гари Гудридж            | TKO (сдача от ударов)                       | UFC 10: The Tournament                | 12 июля 1996     | 1     | 7:00  | Бирмингем (Алабама)     |                                                                         |
| Победа    | 1-0    | Моти Хоренштейн         | TKO (удары)                                 | UFC 10: The Tournament                | 12 июля 1996     | 1     | 2:43  | Бирмингем (Алабама)     |                                                                         |